# Lijst van brutoformules H09
Dit lemma is onderdeel van de lijst van brutoformules. Dit lemma behandelt de brutoformules met 9 waterstofatomen.

## H9
| Brutoformule                      | Gewone formule                      | Naam                                                                              |
| --------------------------------- | ----------------------------------- | --------------------------------------------------------------------------------- |
| {\displaystyle {\ce {H9AuCl4O4}}} | {\displaystyle {\ce {HAuCl4.4H2O}}} | Tetrachloorauraat(III)zuurtetrahydraat                                            |
| {\displaystyle {\ce {H9B5}}}      | {\displaystyle {\ce {B5H9}}}        | Pentaboraan; ook wel: pentaboraan(9) ~ als boraan                                 |
| {\displaystyle {\ce {H9B9}}}      | {\displaystyle {\ce {B9H9}}}2−      | Nonaboraan(9) ~ als boraan                                                        |
| {\displaystyle {\ce {H9N2O4P}}}   | {\displaystyle {\ce {(NH4)2HPO4}}}  | Ammoniumwaterstoffosfaat ~ ook wel: diammoniumwaterstoffosfaat; diammoniumfosfaat |